# دیسه‌دزدی

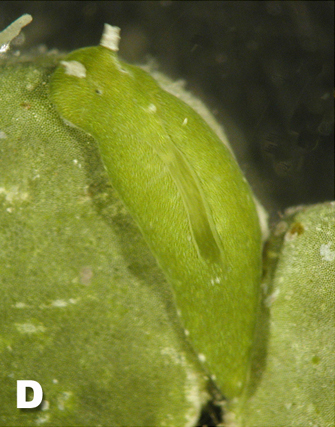
یک لیسه دریایی رنگین ریز که از یک جلبک کاکتوسی تغذیه می‌کند و سبزدیسه آن را در بدن خود نگه می‌دارد..

دیسه‌دُزدی (Kleptoplasty یا kleptoplastidy) از پدیده‌های مربوط به هم‌زیستی جانوری است. برخی از گونه‌های جانوری پس از آن‌که جلبک‌ها را خوردند دیسه plastid آن‌ها را در درون بافت‌های خود نگه داشته و از فوتوسنتزی که این دیسه‌ها انجام می‌دهند به نفع خود استفاده می‌کنند. این ویژگی در میان جانوران بسیار نادر است.
ازجمله برخی گونه‌ها از حلزون‌های دریایی کیسه‌زبان Sacoglossa دیسه‌دزد هستند که به این خاطر اصطلاحاً به آن‌ها حلزون‌های «با سوخت خورشیدی» هم می‌گویند.